# Malacoscylus niger
Malacoscylus niger là một loài bọ cánh cứng trong họ Cerambycidae.